# Glomerella
Glomerella ist eine kosmopolitische Gattung der Schlauchpilze (Ascomycota), die eine eigene Familie Glomerellaceae bildet.
Ihre asexuellen Formen (Anamorphe) werden in der Gattung Colletotrichum Corda zusammengefasst und sind bedeutende Pflanzenschädlinge. Bekannt ist die durch Colletotrichum acutatum und Colletotrichum cingulata verursachte Anthraknose. Einige Arten, zum Beispiel Colletotrichum circinans und Colletotrichum capsici, sind Parasitoide.

## Merkmale

### Sexuelle Form
Die sexuelle Form (Teleomorphe) wird als Glomerella bezeichnet. Sie bildet schwarze Perithecien ohne Stroma als Fruchtkörper, die eine deutlich ausgebildete Öffnung (Ostiolum) besitzen. Im Fruchtkörper sind dünnwandige Paraphysen zahlreich vertreten. Die Asci sind keulenförmig und besitzen einen Apikalring. Die Ascosporen sind hyalin, glatt und häufig gekrümmt.

### Asexuelle Formen
Die asexuellen Formen (Anamorphen) werden als Colletotrichum bezeichnet. Die Sporen sind Konidien. Das Sporenlager ist als Acervulus, das heißt als in das Wirtsgewebe eingesenkte Myzelpolster mit gedrängt stehenden Konidienträgern, ausgebildet. Der Acervulus ist flach scheibenförmig und lange von Epidermis bedeckt mit schwärzlichen Borsten.
Die Konidien sind eiförmig bis länglich. Sie sind einzellig und hyalin. Häufig sind sie in Schleimtropfen auf dem Lager befindlich.

## Systematik

### Äußere Systematik
Die Gattung wurde lange in die Ordnung Phyllachorales gestellt. Sie ist jedoch durch einige Merkmale von dieser Ordnung unterschieden, so das Fehlen eines Stromas und die ausschließliche Bildung von Anamorphen der Colletotrichum-Form. Erste phylogenetische Untersuchungen zeigten, dass Glomerella und Colletotrichum eine eigene Gruppe innerhalb der Hypocreomycetidae bilden, sie also nicht näher mit den Phyllachorales verwandt sind.
Diese Autoren hatten vorgeschlagen, die Gattung in eine eigene Familie und Ordnung zu stellen.
Zhang et al. konnten diese Ergebnisse bestätigen und beschrieben die Familie Glomerellaceae, die von Locquin 1984 nicht korrekt beschrieben worden war. Die Verwandtschaftsbeziehungen verdeutlicht folgendes Kladogramm:
|  | Coronophorales |
|  |                |
|  | Melanosporales |
|  |                |

|  | \| \| Verticillium dahliae, eine Anamorphe \| \| \| \| \| \| Glomerellaceae \| \| \| \| |
|  |                                                                                         |
|  | Microascales (inklusive Halosphaeriales)                                                |
|  |                                                                                         |
|  | Verticillium dahliae, eine Anamorphe                                                    |
|  |                                                                                         |
|  | Glomerellaceae                                                                          |
|  |                                                                                         |

|  | Verticillium dahliae, eine Anamorphe |
|  |                                      |
|  | Glomerellaceae                       |
|  |                                      |

Die Stellung von Glomerella als Familie ohne Ordnungszugehörigkeit innerhalb der Hypocreomycetidae wurde in der Folge in die Outline of Ascomycota übernommen.

### Innere Systematik
Zur Anamorphe Colletotrichum gehören bislang 39 akzeptierte Arten. Einige Arten mit ihren zugehörigen Wirtspflanzen sind:

| Art | Wirtspflanzen |
| --- | --- |
| Colletotrichum acutatum Simmonds (Syn: Colletotrichum xanthii Halst.), verursacht die Anthraknose und die Colletotrichum-Beerenkrankheit              | breites Spektrum zum Beispiel: Silbersamen (Leucospermum), Monterey-Kiefer (Pinus radiata), Silberbäume (Leucadendron), Zuckerbüsche (Protea), Hevea brasiliensis, Äpfel (Malus), Melonenbäume (Carica), Hakea und Johannisbeeren (Ribes) |
| Colletotrichum boninense Moriwaki, Sato & Tsukib. | Silbersamen (Leucospermum), Eukalyptus (Eucalyptus) und Königs-Protea (Protea cynaroides) |
| Colletotrichum capsici (Syd.) E.J. Butler & Bisby | Erdnuss (Arachis hypogaea) |
| Colletotrichum caudatum (Sacc.) Peck | Cymbopogon martinii, ein Zitronengras |
| Colletotrichum coccodes (Wallr.) S. Hughes, verursacht die Colletotrichum-Welkekrankheit                                                              | Tomate (Solanum lycopersicum) und Kartoffel (Solanum tuberosum) |
| Colletotrichum crassipes (Speg.) Arx | Dryandra und Dryas |
| Colletotrichum dematium (Pers.) Grove | Peperomien (Peperomia) |
| Colletotrichum gloeosporioides Penz. | Zitruspflanzen (Citrus), Zuckerbüsche (Protea), Silbersamen (Leucospermum), Echte Weinrebe (Vitis vinifera) und Maniok (Manihot esculenta)                                                                                                |
| Colletotrichum graminicola D.J. Politis | Mais (Zea mays) |
| Colletotrichum kahawae J.M. Waller & Bridge | Arabica-Kaffee (Coffea arabica) |
| Colletotrichum lilii J.M. Waller & Bridge | Lilien (Lilium) |
| Colletotrichum lindemuthianum (Sacc. & Magnus) Briosi & Cavara, verursacht die Brennfleckenkrankheit der Bohne                                        | Gartenbohne (Phaseolus vulgaris) |
| Colletotrichum orbiculare (Berk. & Mont.) Arx (Syn: Colletotrichum langenarium (Pass) Ell. et Halst.), verursacht die Brennfleckenkrankheit der Gurke | Xanthium spinosum eine Spitzklette und Gurken (Cucumis) |
| Colletotrichum sublineolum Henn. | Sorghumhirse (Sorghum bicolor) |
| Colletotrichum trifolii Bain, verursacht den Südlichen Stängelbrenner                                                                                 | Serradella (Ornithopus sativus), Luzerne (Medicago sativa) und Rotklee |
| Colletotrichum truncatum (Schwein.) Andrus & W.D. Moore                                                                                               | Erdnuss (Arachis hypogaea) |